# Jeorjos Katrungalos
Jeorjos Katrungalos, gr. Γεώργιος Κατρούγκαλος (ur. 27 marca 1963 w Atenach) – grecki prawnik, konstytucjonalista, wykładowca akademicki i polityk, poseł do Parlamentu Europejskiego VIII kadencji, minister w rządach Aleksisa Tsiprasa.

## Życiorys
Ukończył w 1985 studia prawnicze na Uniwersytecie Narodowym im. Kapodistriasa w Atenach. Kształcił się następnie we Francji na Université de Paris I, uzyskując dyplom DEA z prawa publicznego (1985), a następnie doktorat (1990). Pracował we francuskim Krajowym Centrum Badań Naukowych (CNRS), później w greckich naukowych instytucjach prawniczych. Brał udział w programach badawczych m.in. Rady Europy, a także w różnych organach doradczych. Objął stanowisko profesora prawa publicznego na Uniwersytecie im. Demokryta w Tracji.
W wyborach w 2014 z listy Syrizy uzyskał mandat eurodeputowanego VIII kadencji. Odszedł z PE w styczniu 2015 w związku z objęciem stanowiska wiceministra ds. reform administracyjnych. W lipcu przeszedł na stanowisko ministra pracy i solidarności społecznej. Zakończył urzędowanie w następnym miesiącu wraz z całym gabinetem. We wrześniu 2015 wybrany na posła do Parlamentu Hellenów, ponownie został ministrem pracy i solidarności społecznej w drugim rządzie Aleksisa Tsiprasa. W listopadzie 2016 w trakcie rekonstrukcji gabinetu przeszedł na stanowisko wiceministra w resorcie spraw zagranicznych.
W lutym 2019 powołany na ministra spraw zagranicznych. Zakończył urzędowanie w lipcu tegoż roku, uzyskując uprzednio poselską reelekcję. Również w 2019 został przedstawicielem greckiego parlamentu w Zgromadzeniu Parlamentarnym Rady Europy, w którym objął m.in. funkcję wiceprzewodniczącego frakcji.